# Stigmella platyzona
Stigmella platyzona là một loài bướm đêm thuộc họ Nepticulidae. Nó được miêu tả bởi Vári năm 1963. Nó được tìm thấy ở Nam Phi (Nó đã dược miêu tả ở the Cape Province).
Ấu trùng ăn Ficus burttdavyi. Chúng có thể ăn lá nơi chúng làm tổ.